# Joseph J. Mansfield

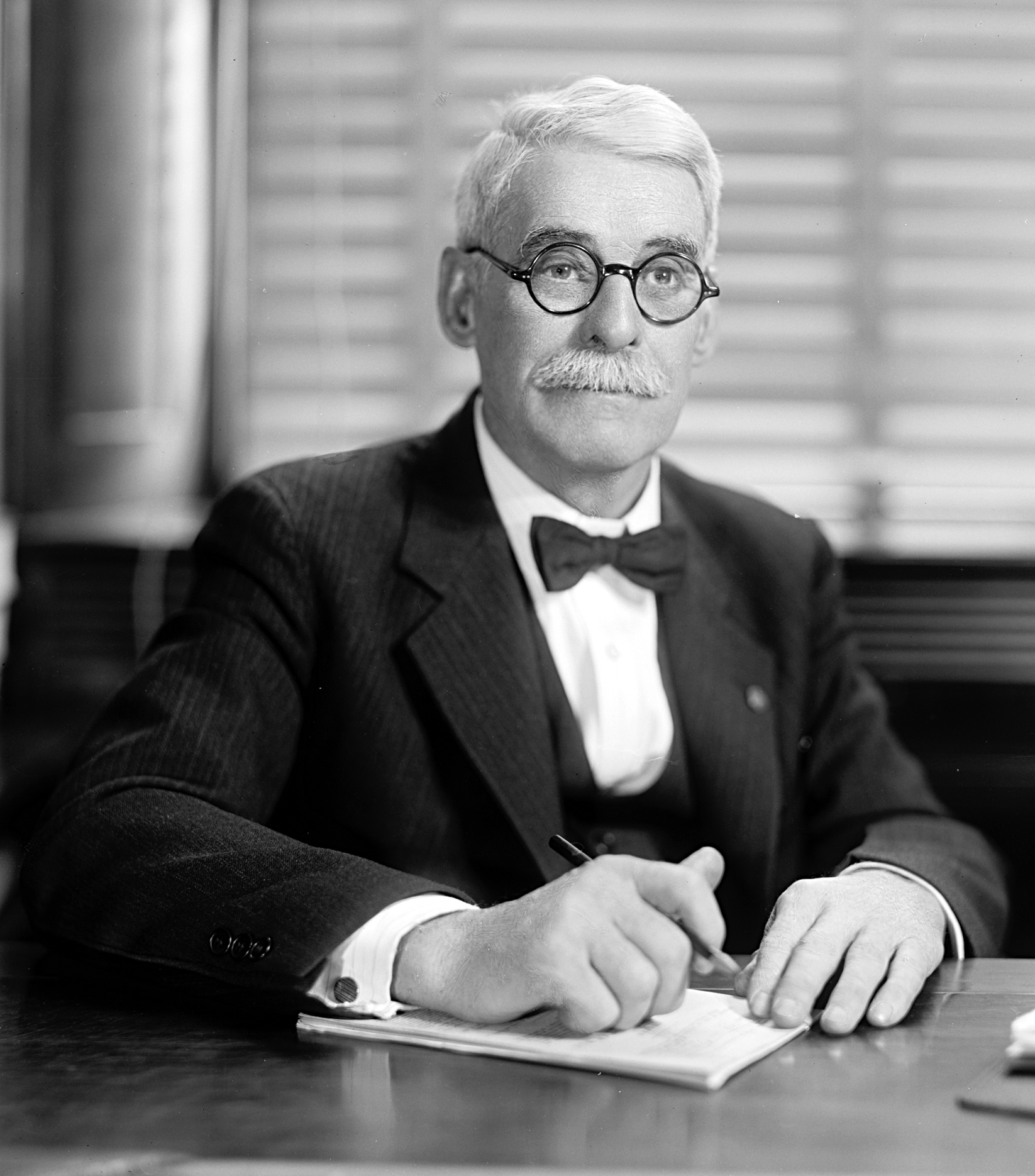
Joseph J. Mansfield

Joseph Jefferson Mansfield (* 9. Februar 1861 in Wayne,  Wayne County, Virginia; † 12. Juli 1947 in Bethesda, Maryland) war ein US-amerikanischer Politiker. Zwischen 1917 und 1947 vertrat er den Bundesstaat Texas im US-Repräsentantenhaus.

## Werdegang
Der im heutigen West Virginia geborene Joseph Mansfield  besuchte die öffentlichen Schulen seiner Heimat. Im Jahr 1881 zog er nach Alleyton in Texas, wo er auf einer Farm und als Gärtner arbeitete. Später war er Fracht- und Gepäckträger bei der Southern Pacific Railroad. Nach einem anschließenden Jurastudium und seiner 1886 erfolgten Zulassung als Rechtsanwalt begann er in Eagle Lake in diesem Beruf zu arbeiten. In dieser Stadt gründete er auch die erste Tageszeitung. Damals stellte er auch zwei Kompanien für die Nationalgarde von Texas auf. Innerhalb der Nationalgarde brachte er es bis zum Hauptmann.
Im Jahr 1888 war er Staatsanwalt in Eagle Lake; 1889 wurde er dort Bürgermeister. Von 1892 bis 1896 fungierte Mansfield als Staatsanwalt im Colorado County, ehe er von 1896 bis 1910 im selben Bezirk Schulrat war. Gleichzeitig war er dort zwischen 1896 und 1916 als Bezirksrichter tätig. Politisch war er Mitglied der Demokratischen Partei.
Bei den Kongresswahlen des Jahres 1916 wurde Mansfield im neunten Wahlbezirk von Texas in das US-Repräsentantenhaus in Washington, D.C. gewählt, wo er am 4. März 1917 die Nachfolge von George Farmer Burgess antrat. Nach 15 Wiederwahlen konnte er bis zu seinem Tod am 12. Juli 1947 im Kongress verbleiben. Von 1931 bis 1947 war er Vorsitzender des Committee on Rivers and Harbors. In seine Zeit als Kongressabgeordneter fielen sowohl der Erste als auch der Zweite Weltkrieg. In den 1930er Jahren wurden die New-Deal-Gesetze der Bundesregierung unter Präsident Franklin D. Roosevelt verabschiedet. Außerdem wurden in seiner Zeit als Kongressabgeordneter der 18., der 19., der 20. und der 21. Verfassungszusatz ratifiziert.